# Biblioteca libre

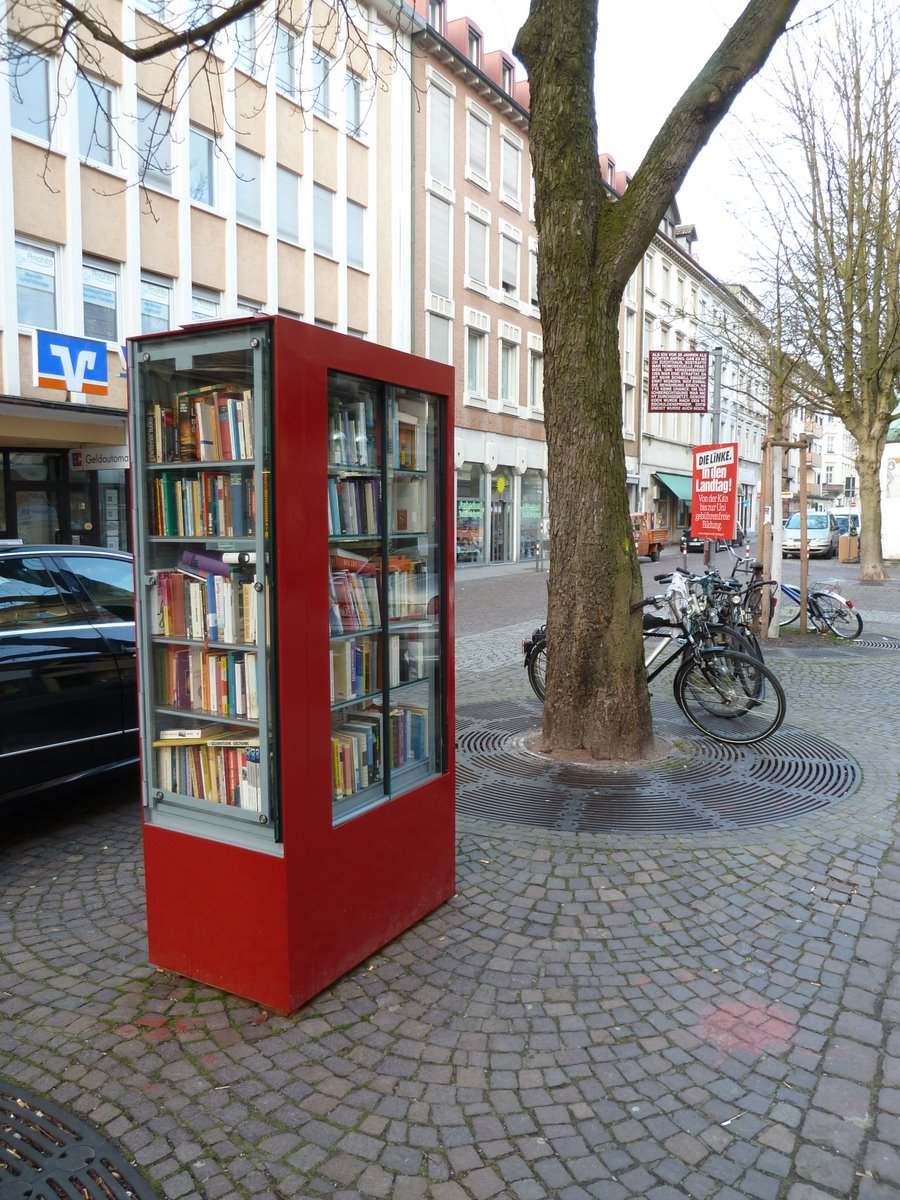
Una biblioteca libre en la ciudad de Karlsruhe, Alemania

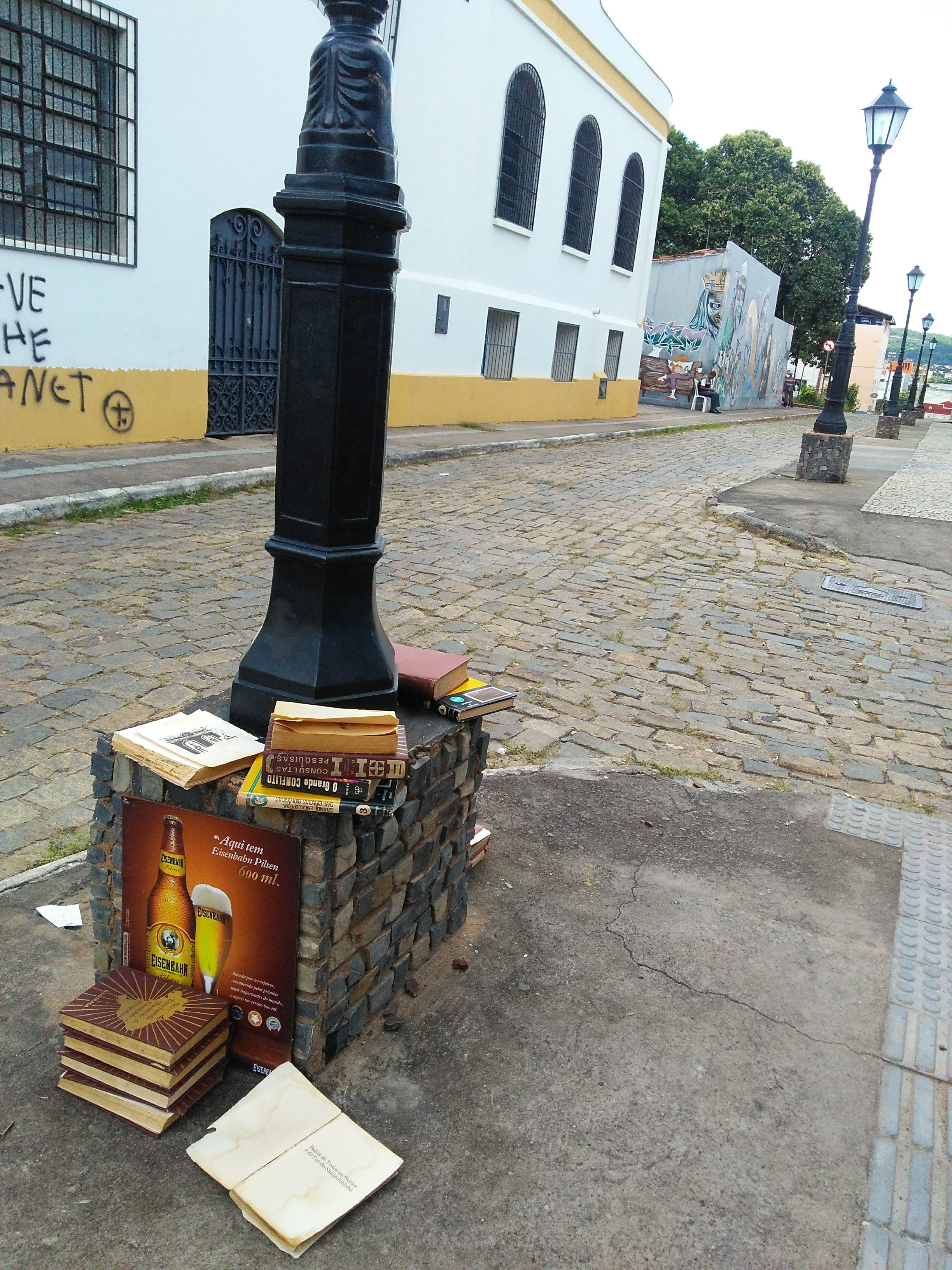
Una práctica común también es exponer libros en un punto cultural, de forma que cualquier persona que tenga interés en ellos puede llevarse los ejemplares deseados.

Una biblioteca libre es un mueble urbano de acceso irrestricto, gratuito y anónimo, donde se colocan libros para su libre uso por parte de todas las personas.

## Características
Es una práctica de carácter social motivada por razones personales, políticas o ideológicas, emparentada con el bookcrossing y con las tiendas gratis. En la República Federal de Alemania había en 2011 unas 70, llamadas öffentliche Bücherschränke, ubicadas en diversas ciudades. Desde 2010 comenzaron a ser instaladas también en Austria y Suiza.
Según una investigación realizada por la cátedra de Economía del Consumo de la universidad de Bonn, este sistema es aceptado ampliamente por la población, los casos de vandalismo son muy poco frecuentes y podría servir de ejemplo para otro tipo de bienes.
En las bibliotecas libres, los libros son aportados por quienes deseen contribuir y pueden ser devueltos una vez leídos, o apropiados. El uso de estas bibliotecas carece de reglas explícitas o implícitas. Algunas son "apadrinadas" por personas que voluntariamente realizan pequeñas tareas de mantenimiento.